# ADATS
ADATS（Air-Defence Anti-Tank System）は、1979年からスイスのエリコン社とアメリカ合衆国のマーティン・マリエッタ社が共同開発した対空・対戦車ミサイルシステムであり、対空戦闘のみならず対戦車戦闘も可能にした統合ミサイルシステムである。

## 概要
アメリカ軍においてM48 チャパラル 近距離防空システムの後継として開発された前線防空ミサイルシステムで、本来M48の後継となるはずであったXMIM-115 US ローランド 対空ミサイルシステムが1974年に採用されたものの、本格配備はされず一部での運用に留まったため、その代換用として開発されたものである。
1979年より、エリコン社とマーティン・マリエッタ社の共同で開発が始められ、1981年、アメリカニューメキシコ州のホワイトサンズ・ミサイル実験場で試射に成功、1984年には開発が終了した。
M48、および一部の州兵部隊にのみ実戦配備されたXMIM-115に替わり、アメリカ軍の主力前線近距離防空ミサイルシステムとして大規模に配備される予定であったが、米軍は採用したものの導入を見送り、本格的に導入したのはカナダ軍のみであった。カナダ軍からも2012年をもって全てが退役し、2017年現在は現役で運用されている国はない。

## 構成
砲塔は、中央部に前方赤外線監視装置（FLIR）、高解像度TVカメラ、レーザー測遠機、ミサイル誘導用炭酸ガスレーザー照射器などが装備され、その左右に4連装発射機各1基、後部には捜索範囲25km以上で20個までの目標を同時追跡する起倒式捜索レーダーが装備された全周旋回式である。ミサイル発射機の俯仰角は-9°~+85°である。
指揮・捜索レーダー担当と光学装置・ミサイルの発射と誘導担当の2つの操作卓があり、車体内または固定式シェルター内に収容される。車両搭載型の場合、車長は捜索レーダーを担当して目標捜索と攻撃の優先順位を決定する。砲手は、前方赤外線監視装置、高解像度TVカメラ、レーザー測遠機の操作、ミサイルの発射と誘導を担当する。

## 採用国
- カナダ

1986年、カナダ陸軍はLLAD（Low Level Air-Defence：低域防空システム）システムとして、車両搭載型ADATS 36基と800発のミサイルの購入を決定。生産を担当するエリコン・エアロスペース社がカナダ国内に設立され、M113装甲兵員輸送車にミサイルシステムを搭載した車両が1988年から引き渡しが開始され、36両が1994年までに引き渡された。カナダ軍の装備するADATSは後継となる地対空ミサイルシステムが検討されたがいずれも実現せず、2012年には全て退役した。
また、2005年9月には多任務効果車両（MMEV）として、LAV-III装輪装甲車にミサイルの他機銃と地対空ロケット弾を装備する砲塔を搭載した車両の開発を開始し、33両が発注されたが、2006年11月に中止された。
- アメリカ合衆国

1987年、アメリカ陸軍がFAADS（Forward Area Air-Defense System：前線戦域防空システム）計画のLOS-F-H（Line-of-Sight Forward-Heavy）において、M2ブラッドレー歩兵戦闘車搭載型をXMIM-146 ADATSとして採用され、367基が導入される予定であったが、価格があまりにも高価なことや、悪天候下での性能に問題があるとされ、量産・配備はされなかった。ミサイルシステムの他にM2ブラッドレーと同様のM242 25mmチェーンガンを搭載したミサイル／機関砲両用型も開発され試作されたが、不採用に終わっている。FAADS計画そのものが1990年代初頭には撤回されたため、いずれの車両も試作段階に終わった。
- タイ

地上設置型を1基導入。
- ギリシャ

1990年代後半、ギリシャの進める地対空ミサイル近代化計画に対し、カナダより自国の装備するADATSシステムの余剰分を提供することが提案された。この提案は検討されたが実現せず、最終的にはギリシャはロシアより9K330"トール"を25基導入した。

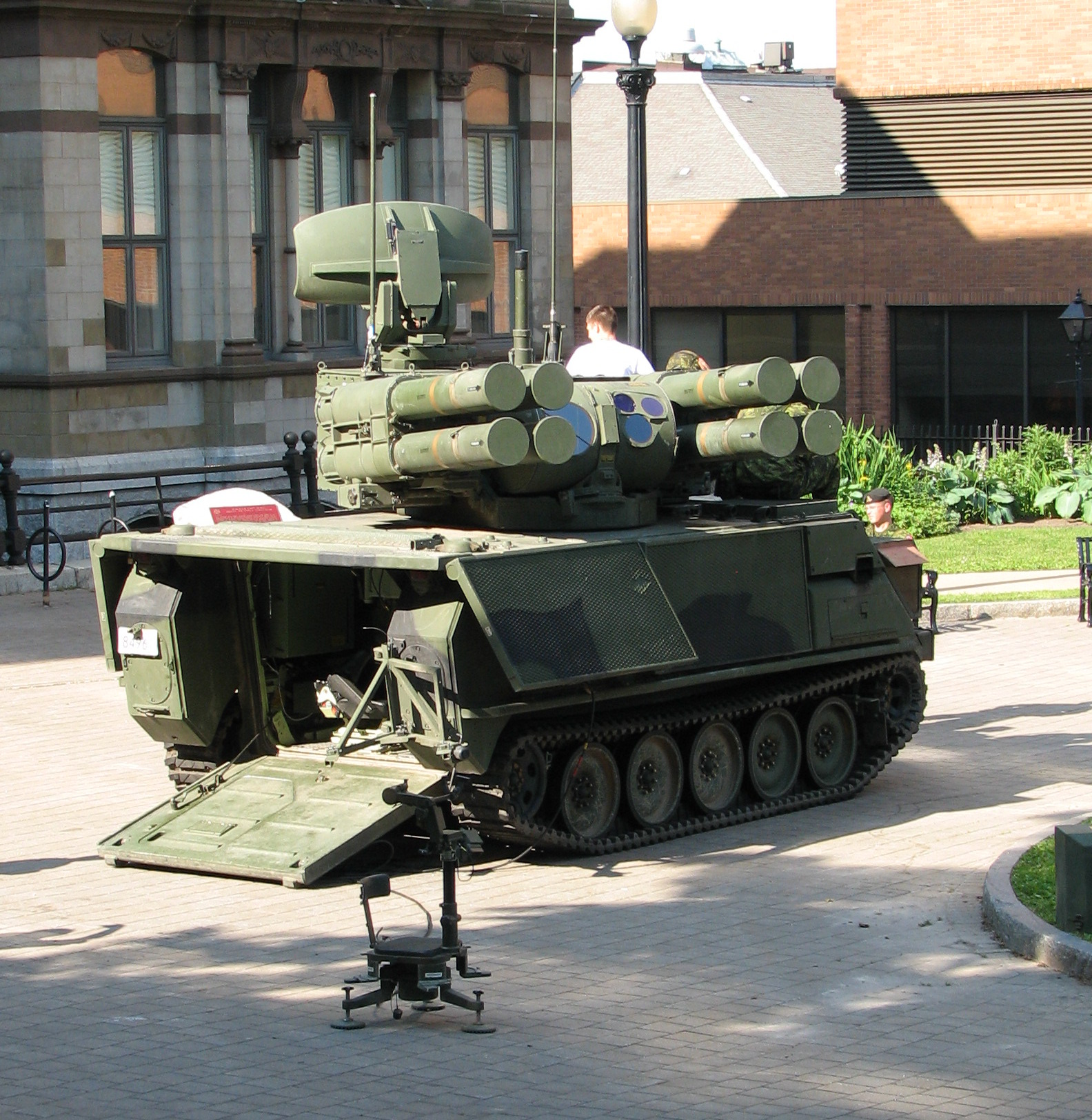
カナダ陸軍のLLAD
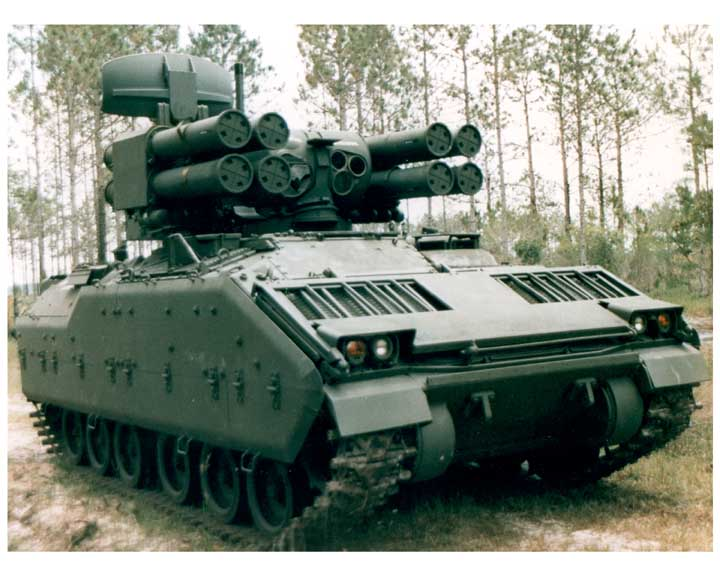
アメリカ軍のFAADS
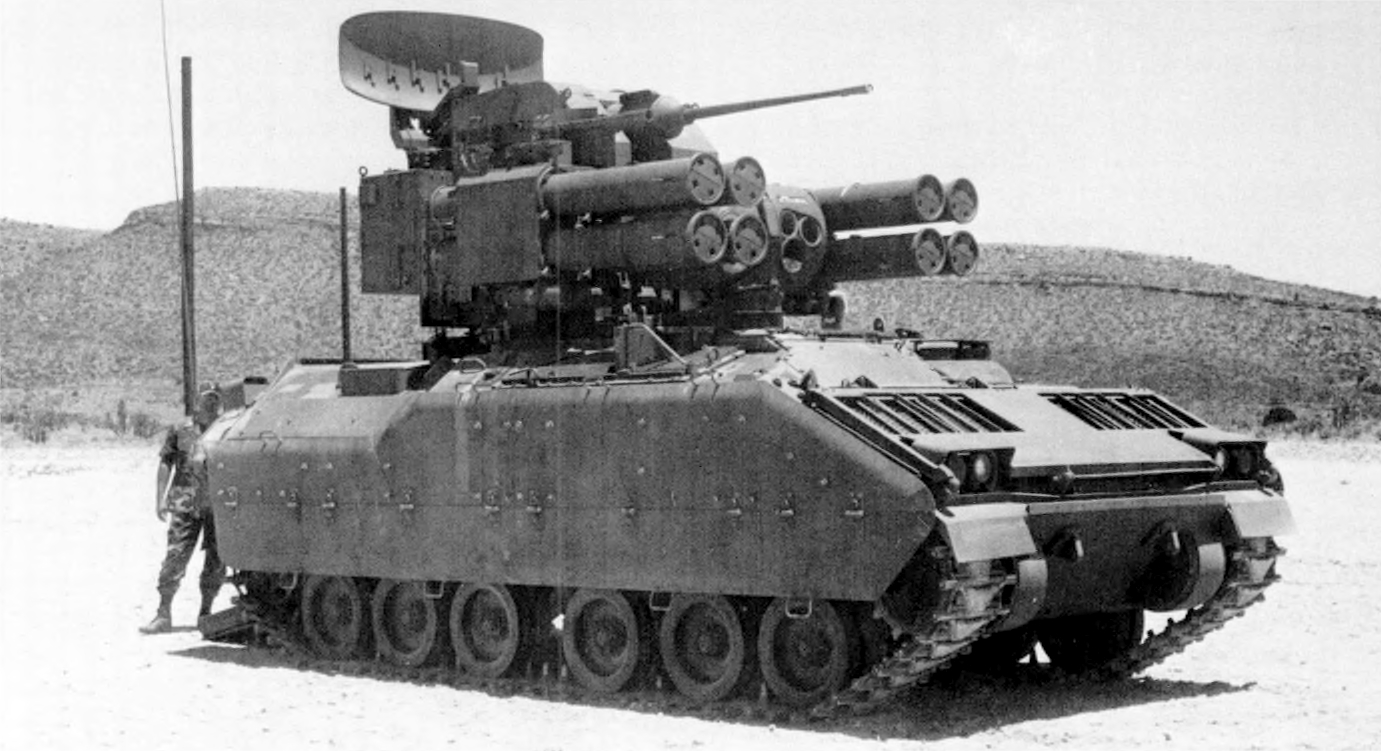
アメリカ軍のFAADS 機関砲並装型

## 諸元・性能

### ミサイル
- 全長：2.05m
- 直径：15.2cm
- 翼幅：38.0cm
- 発射重量：51.4kg
- 弾頭重量：12.5kg

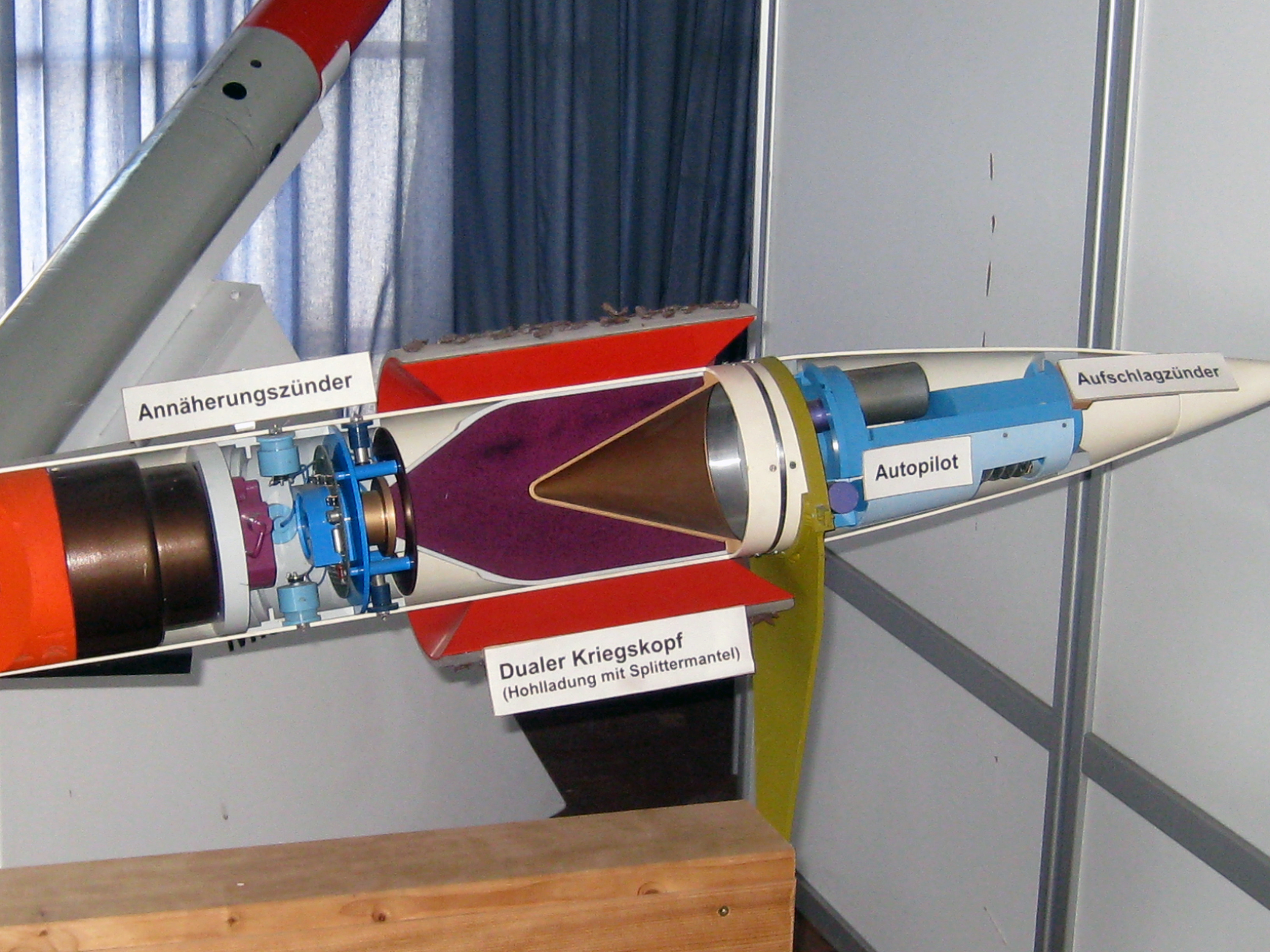
ミサイル弾頭部のカットアウェイモデル

- 弾頭：地対空ミサイルとしては破片型、対戦車ミサイルとしては成形炸薬型となる。

（成形炸薬型は均質圧延鋼装甲（RHA）換算で900mm厚を貫徹することが可能）
- 誘導方式：炭酸ガスレーザービームライディング
- 最大有効射高：7,000m
- 最小有効射程：1,000m（地上目標の場合は500m）
- 最大有効射程：10,000m（地上目標の場合は8,000m）
- エンジン：固体ロケット
- 最大速度：M3.0
- 信管：近接信管（地上目標に対しては直接信管）

### M113 ADATS自走発射機
- 全長：4.86m
- 全幅：2.69m
- 全高：
- 重量：15.8t
- 乗員数：3名
- 乗員配置：車長、操縦士、砲手
- 装甲：28-38mm
- 主武装：4連装ミサイル発射機x2基
- 速度：
- エンジン：デトロイトディーゼル 6V-53 2ストロークV型6気筒液冷ターボチャージド・ディーゼル
- 出力：212hp（158kW）
- 懸架・駆動：トーションバー方式
- 行動距離：400km

## 登場作品

### 小説
『環太平洋戦争』
タイ王国陸軍の装備として登場。カンボジアへの侵攻作戦に投入され、カンボジアにPKOで派遣されていた自衛隊と交戦する。

### ゲーム
『ガングリフォン』
敵役として登場。
『warthunder』
アメリカ、イギリス軍ツリーに登場。
『エースコンバット2』
クーデター軍が運用している。